# Ischnocampa dolens
Ischnocampa dolens är en fjärilsart som beskrevs av Druce 1894. Ischnocampa dolens ingår i släktet Ischnocampa och familjen björnspinnare. Inga underarter finns listade i Catalogue of Life.